# كيفن ميرفي (سياسي)
كيفن ميرفي هو سياسي كندي، ولد في 1970 في كندا. حزبياً، نشط في الحزب الليبرالي في نوفا سكوشا ‏. وقد انتخب عضو مجلس نواب نوفا سكوتيا عن دائرة Eastern Shore (electoral district) ‏ خلال فترته النيابية ‏.